# Elfi (fumetto)
Elfi (Elfes) è una serie a fumetti fantasy  creata da Jean-Luc Istin e Nicolas Jarry e pubblicata da Soleil dal febbraio 2013. A causa della popolarità della serie in ambito fantasy, sono stati prodotti tre spin-off sempre ambientati nel mondo fantastico di Arran, noti come Nani, Orchi e Goblin e Maghi, che parlano soprattutto degli altri due popoli, nonché delle relazioni tra la magia e il mondo politico. In tutte le storie vi sono però constati riferimenti e continuità tra le varie serie e la serie principale, che dovuto nella narrativa anche alla quasi immortalità della razza degli elfi, si propagano in diverse ere e secoli.

## Trama

Copertina italiana del volume 1.

Mentre gli elfi sono stati separati in diversi popoli per secoli, sembrano avere poco di più da condividere tra loro, ognuno dei quali vive il proprio destino separatamente. Eppure una guerra si sta scatenando legata alla magia degli elfi da lungo tempo dimenticata. Dal nord, un esercito si propone di cambiare il volto delle terre di Arran.

## Ambientazione

### Terra di Arran
La carta geografica di Arran è nata da una prima bozza di Olivier Peru e ultimata da Gaelle Merlini. Questo mondo è particolarmente segnato dalla cultura degli Elfi, soprattutto perché il suo nome è un riferimento diretto al dio degli Elfi, Arran.

### Altri luoghi
In Oriente si trova la cosiddetta Città dei Mezzosangue, rifugio di ladri e una vasta popolazione di mezzosangue come mezzi-orchi, semi-elfi ecc., adoperati spesso come mercenari, assassini o come combattenti nelle arene locali.

## Personaggi

### Elfi
- Elfi blu: sono elfi del mare, il cui nome è dovuto tanto al loro legame con l'acqua e il mare, quanto al colore della loro pelle. Nati dalla loro separazione dagli elfi bianchi, sono divisi in due distinti clan: a nord, vivono nell'arcipelago Polanis, la cui capitale è Elsemur, isolato dal mare per magia e governato da un re; mentre a sud, vivono principalmente sulle loro navi e considerano Port-Vogue, una città galleggiante in mezzo al mare, come la loro casa. A causa della loro posizione, gli elfi blu di Elsemur hanno stretto amicizia con i loro vicini Yrlanian.
- Elfi silvani: vivono nelle foreste di Duhann, Daëdenn e Celiandes. Legati alla terra, praticano la magia druidica. Sono combattenti spaventosi, nati dagli elfi bianchi dei quali, tuttavia, hanno perso l'alta magia e la conoscenza dei tempi antichi, vivendo in modo semplice. I tre regni dei Silvani, a volte chiamati elfi verdi, sono guidati da un consiglio di anziani, che è presieduto da una regina e un "signore della caccia", il capo delle forze armate del regno, il titolo di signore della caccia è ereditario altrove e viene trasmesso da padre in figlio, mentre la regina non discende inevitabilmente dalla regina precedente.
- Elfi bianchi: chiamati anche elfi celesti o elfi originali, perché sono le prime persone ad aver popolato la terra di Arran. le loro isole sono inaccessibili e permettono ai suoi abitanti di conservare tutte le tracce della più antica magia del mondo. Si prendono particolarmente cura dei draghi, così come di altre specie in via di estinzione, causata dell'espansione delle città umane, come i grifoni. Essi sono in numero limitato e continuano a diminuire. Le loro isole sono attivamente ricercate dalle flotte pirata che vagano per i mari.
- Semi-elfi: provengono da rapporti tra uomini ed elfi. Rifiutati da entrambe le stirpi, vivono ai margini degli uomini, spesso sfruttati, disprezzati, imprigionati o semplicemente uccisi. Possiedono abilità magiche come visione e forza fisica. Trein Er'Madenn è la loro capitale.  Oltre ad avere orecchie leggermente appuntite come i loro parenti elfi, possono avere altri tratti distintivi, come le corna sulla testa.
- Elfi neri: sono violenti dalla nascita, un effetto del "gene nero" che ogni elfo porta in sé. Gli elfi neri adulti sono incaricati di trovare dei bambini portatori di questo particolare gene per portarli a Slurce, la loro cittadella e la scuola nascosta nel Massif de l'Epine. Addestrati a uccidere, padroneggiano anche la negromanzia. Durante il loro allenamento, la loro pelle si scurisce, indipendentemente dal colore originale, fino a quando non hanno la pelle nera e ricevono anche un gioiello che permette loro di imprigionare le anime per evocarle quando necessario. Il loro codice d'onore è molto severo, non ammette la minima debolezza e richiede la più totale lealtà. Solo gli altri elfi conoscono la loro vera natura, ma preferiscono negarla agli umani per vergogna di confessare che in loro hanno una forma di corruzione, anche se questi ultimi li assoldano come assassini. Per mantenere la loro copertura tra gli umani, gli elfi neri si fingono di essere una enclave separata di elfi dedica all'arte e allo studio, anche se in diverse storie appare evidente che oltre agli Elfi, anche le altre razze antiche come I Nani e gli Orchi sanno la vera natura degli Elfi neri, come probabilmente molti regnati umani che preferiscono mantenere il segreto per fare uso delle loro innate capacità come assassini mercenari.
- Elfi rossi o Elfi dei Vulcani: sono praticamente elfi del fuoco, il cui nome è dovuto al loro rapporto simbiotico con il magma e il fuoco, da cui prendono il colore della pelle, tuttavia a differenza delle altre tipologie di elfi gli Elfi rossi non vengono trattati in maniera approfondita nella serie, in quanto la loro razza è in realtà praticamente estinta, sterminati dagli Elfi neri, con l'aiuto di un ordine di maghi corrotti, quando ufficialmente il loro re si era rifiutato di consegnare sua figlia agli Elfi neri (che aveva manifestato il "gene nero"), anche se si scoprirà in seguito che vi erano evidenti ragioni più politiche dietro il loro sterminio. Solo pochi Elfi rossi, riuscirono ad scappare allo sterminio, ma non in numero sufficiente da ricostruire la loro razza e solo l'intervento, secoli dopo, degli Elfi blu che riuscirono a spezzare la maledizione del "gene nero" sugli ultimi Elfi rossi superstiti, permise alla razza di rifondarsi sotto la protezione degli Elfi blu. Non si sa quindi molto sulle loro caratteristiche, anche se sembra che tra i vari elfi erano rinomati per le loro abilità guerriere e marziali che gli rendevamo micidiali combattenti anche per i loro standard e che di solito risiedevano in grandi città in prossimità di zone vulcaniche, da cui probabilmente si attingevano per far uso della loro magia.

### Nani
I Nani vivono principalmente nelle terre ovest di Arran, sono divisi principalmente in città stato ognuna col proprio re, ma al loro interno sono divisi ancora da cinque gruppi sociali di caste "aperte" che si possono quasi identificare in "logge": quella dei guerrieri, dei fabbri, dei mercanti/banchieri, quella dei preti/studiosi e quella degli artigiani/ingegneri. Questa divisione sociale è dovuta alla conclusione del periodo d'oro dei nani, quando il loro popolo era riunito sotto un unico regno, il cui però ultimo re a causa delle sue politiche draconiane, generò una spaventosa guerra civile, che culminò con la detronizzazione del sovrano, per mano appunto dei rappresentanti delle logge principali dei nani, gli unici che erano riusciti ad organizzarsi efficientemente contro il tiranno. Dopo la conclusione delle guerra civile, i Nani decisero di "istituzionalizzare" le logge con una divisione sociale e di dividere la loro influenza in città stato indipendenti, ma legate fra loro da legami fraterni e le logge, così da evitare la concentrazione del potere nelle mani di un unico individuo. In ogni caso, fisicamente i Nani non si distinguono dagli standard fantasy classici, sono degli individui piccoli, ma incredibilmente robusti, che compensano la loro piccola statura con la loro forza fisica e la bravura artigiana, dotati di un forte senso dell'onore e onere nei confronti del loro sovrano, della loro loggia e della loro famiglia, sono capaci di vivere anche 200 anni, ma alcuni che hanno ereditano il sangue degli "antichi" (gli ancestrali antenati dei nani) sono conosciuti per vivere anche più a lungo. I Nani sono anche conosciuti per la loro avidità e per il loro interesse per l'oro, che sebbene non significhi che I Nani preferiscono vivere sottoterra e scavare continuamente alla ricerca dei minerali preziosi, ha generato la formazione della Banca della Pietra, la banca dei Nani che ha praticamente il monopolio sulle attività finanziarie e che ha spesso più potere ed influenza delle singole città stato combinate. Oltre ai cinque gruppi sociali dei Nani elencati prima, vi sono in realtà altre due "logge" da considerare: quella degli esiliati e quella della Loggia Nera. La prima consiste sostanzialmente in tutti quei Nani che per una ragione o l'altra hanno rotto un loro giuramento o tradito una delle loro logge o sovrano, pertanto questi vengono puniti, venendo esiliati, appunto fuori dalle città stato e svolgendo il ruolo di "servitù della gleba", svolgendo il ruolo di agricoltori ed allevatori. Le loro condizioni dipendono da zona a zona, ma generalmente sono trattati abbastanza crudelmente dagli altri nani, essi non hanno il diritto di entrare nelle altre logge (cosa che invece gli altri nani sono liberi di decidere in quale entrare, anche se di solito entrano in quella d'appartenenza originale), non possono trattare in oro e maneggiare armi di ferro e tutti i loro discendenti saranno considerati esiliati anche loro. La Loggia Nera è invece un ordine di assassini di Nani, i quali utilizzando una serie di crudeli allenamenti, addestrano i loro prescelti nelle arti dell'assassinio, essi, a seconda dei momenti storici, esercitano una influenza pari o subordinata alla Banca della Pietra, da cui hanno un rapporto sia simbiotico, che di rivalità.

### Uomini
Gli uomini vivono in tutte le terre di Arran. Dalla Borduria nel Nodrën, nel nord fino alla penisola meridionale: città-stato di Jarascon, regno di Lehon, regno della Lombardia e clan di Yrlanie. A sud, l'Impero Assanide e l'Impero Dumn sono separati dalle montagne della Terra degli Ogri. Ci sono anche tribù nomadi che vivono nella terra dei venti, chiamata anche Ourann.

### Orchi e goblin
Gli Orchi e i Goblin vivono principalmente ad est, le terre desolate di Birkanie e oltre l'Ourann. e sono divisi in clan differenti, dai goblin agli orchi di montagna. Sebbene ostili agli umani, Elfi e Nani, alcuni Orchi come quelli di Birkanie erano soliti mangiare la carne di queste razze, è comune per i giovani Orchi essere assoldati come mercenari, specialmente dagli umani. Gli Orchi e Goblin, che frequentemente affrontano i Nani, sono indicati con la parola "cul vert" da questi ultimi.

### Altre razze
Altre razze popolano Arran, come troll, centauri e molte altre creature caratteristiche degli universi fantasy. Gli Orchi e i Troll, inoltre, vivono ai confini del mondo conosciuto: imponenti montagne a sud dell'impero Assanide e una catena montuosa altrettanto imponente sul confine orientale delle Terre Arran, confine naturale ai territori occupati da questi due popoli.